# Kacap

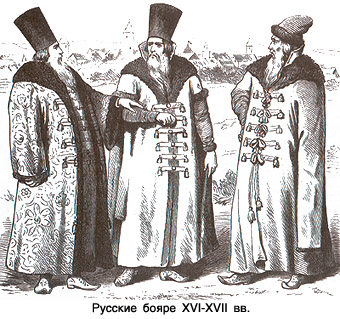
Ruští bojaři na přelomu 16. a 17. století

Kacap (polsky kacap, ukrajinsky кацап) je hanlivé označení 
Rusů, používané v Polsku a na Ukrajině.
Etymologie označení je nejednoznačná. Může pocházet ze spojení jak cap („[vypadající] jako kozel“), vycházejícího z tradice nošení plnovousu na středověké Rusi.
Ze slova kacap pocházející výraz Kacapščina či Kacapstan se používá jako hanlivé označení Ruska.
Podle jiné verze vychází z tureckého a arabského slova Kasap což znamená řezník. Rusům se tak začalo údajně říkat mezi turkickými Tatary po dobytí Kazaňského chanátu a vyhlazení Kazaně v jedné z rusko-kazaňských válek.